# Albert Kleemaier
Albert Kleemaier (* 1928 in Kempten (Allgäu); † 1992) war ein deutscher Bergsteiger und Kletterer.
Er gilt als der moderne Erschließer der Allgäuer Alpen, denn ihm gelangen in den 1950er Jahren viele Erstbegehungen extremer Kletterrouten. Albert Kleemaier, der in seiner gesamten Kletterlaufbahn kein einziges Mal als Seilerster gestürzt ist, hat sein Können auch außerhalb der Allgäuer Alpen unter Beweis gestellt, so durch sehr frühe Wiederholungen der Dru-Westwand und der direkten Nordwand der Großen Zinne.
In seinen Heimatbergen sorgte er durch zahlreiche Allein- und Winterbegehungen für Aufsehen. Heute gelten die von ihm erschlossenen Anstiege als Extrem-Klassiker und sind teilweise gefürchtet.

## Erstbegehungen
- 1947: Fuchskarspitze, Madonna-Ostwand (VI/A0), 1. Alleinbegehung
- 1948: Trettachspitze, Gerade Ostwand (VI-/A0), 1. Alleinbegehung
- 27. März 1949: Trettachspitze, Südkante (VI-/A0), 1. Winterbegehung
- 1949: Trettachspitze, direkter schwarzer Riß (VI)
- um 1950: Fuchskarspitze, Madonna-Ostwand (VI/A0), 1. Winterbegehung
- 2. Juli 1950: Trettachspitze, Gerade Südwestwand (V)
- 1950: Kleiner Wilder, Südwestwand (VI)
- 1950: Südliches Höllhorn, Westpfeiler (VI)
- 1953: Rote Flüh, Südverschneidung (VI/A0)
- 1953: Schäfer, Südostriß (VI/A1)
- 6. Dezember 1953: Schneck-Ostwand, (VI), 1. Winterbegehung
- 1954: Hochwiesler, Südwestwand (V/A1)
- 1954: Hochwiesler, Südpfeiler (V+/A2)
- 1954: Hochgundspitze, Schwarzer Sockel (V)
- 19. September 1954: Hohes Licht, Nordwestwand (V)[2]
- 5. September 1955: Kleiner Wilder, Große Südwestverschneidung (A2/VI)
- 1955: Rote Flüh, Westverschneidung (VI-/A2)
- 1956: Rote Flüh, Südostriß (V+/A2)
- 1959: Gimpel, Südpfeiler (VI-/A2)